# Farjat Magueramov
Farjat Magueramov –en bielorruso, Фархат Магерамов– (11 de junio de 1972) es un deportista bielorruso que compitió en lucha grecorromana. Ganó dos medallas de plata en el Campeonato Europeo de Lucha, en los años 1994 y 1997.

## Palmarés internacional
| Campeonato Europeo | Campeonato Europeo  | Campeonato Europeo | Campeonato Europeo |
| Año                | Lugar               | Medalla            | Categoría          |
| ------------------ | ------------------- | ------------------ | ------------------ |
| 1994               | Atenas (Grecia)     | Medalla de plata   | 52 kg              |
| 1997               | Kouvola (Finlandia) | Medalla de plata   | 54 kg              |